# Amoreuxia palmatifida
La saiya (Amoreuxia palmatifida) es una especie de la familia del achiote (Bixaceae), dentro del orden Malvales en lo que comúnmente llamamos grupo de las dicotiledóneas, aunque hoy en día se agrupan dentro del grupo Magnoliopsida. El nombre del género Amoreuxia se dio en honor del médico y naturalista  francés del siglo XIX Pierre-Joseph Amoreux, la especie, A. palmatifida, se refiere a la forma de sus hojas.

## Clasificación y descripción
Planta perteneciente la familia Bixaceae. Hierbas erectas, perennes, las raíces alargadas, engrosadas, de 13 -50 cm, los tallos verdes renovándose cada año, simples o ramificados, las partes jóvenes esparcidamente puberulentas. Hojas sobre pecíolos pequeños, de 1. 1-12.8 cm de longitud, rojizos, láminas de 2-8 cm de largo, 3.2-9.0 cm de ancho, redondeadas, cordadas en la base, (5)7-9 lobadas, los lóbulos delgados, el nervio central muy prominente en el envés, glabros, ovados, el margen doblemente serrado, frecuentemente rojizo, el ápice usualmente redondeado, la base constreñida, crenados, excepto cerca de la base, frecuentemente con manchas rojas en el haz de las hojas más viejas, con puntos rojizos en el envés, las. estipulas lineares o filiformes, de 0,4-0,8 cm de longitud, ascendentes, caducas. Inflorescencia paniculada, erecta a ligeramente curvada, las flores escasas, los pedúnculos de 310 cm de longitud, los pedicelos de 1-1,5 cm de longitud; flores (5) 6-7 cm de diámetro, los sépalos 5, verdes, de 1-1.5 cm de longitud, 0.4 cm de ancho, puberulentos, ovado-lanceolados a linear-lanceolados, acuminados, los pétalos 5, libres, amarillos y/o anaranjados, más de dos por dentro, glabros por fuera, los 3 inferiores generalmente con máculas rojas en la base, obovados, algo desiguales, de 3 cm de longitud, 1.7 cm de ancho, el ápice redondeado; estambres amarillos y/o anaranjados, divididos en dos grupos, desiguales, los filamentos superiores amarillos, de 1-1.7 cm de longitud, los inferiores rojizos de la parte media hacia la antera, de 0.5-0.9 cm de longitud, las anteras con dos poros apicales, las del grupo superior rojizas, de 0.4-0.5 cm de longitud, 0.8-1.0 mm de ancho, las inferiores amarillas y/o rojizas, de 2.5-3.7 mm de longitud, 0.5-0.7 mm de ancho; ovario tomentoso, de 0.3-0.4 cm de diámetro. Fruto una cápsula ovoide, de 2-4 (-7) cm de longitud; semillas reniformes, pubescentes, café oscuro a negras.

## Distribución
Su distribución abarca desde Arizona en Estados Unidos de América, México, Centro América y Colombia; en México se ha colectado en los estados de Baja California, Baja California Sur, Chiapas, Chihuahua, Guerrero, Jalisco, Michoacán, Morelos, Nayarit, Oaxaca, Sinaloa, Sonora y Veracruz.

## Ambiente
Habita en selva baja caducifolia secundaria, en suelos someros, con roca madre, se ha registrado entre los 200 y 500 m de altitud.

## Estado de conservación
En México se cataloga bajo “Protección especial” en la NOM-059-SEMARNAT-2010; esta especie aun no ha sido evaluada por la Lista Roja de Especies Amenazadas.